# Eugeniusz Mróz (1920–2020)
Eugeniusz Mróz (ur. 14 marca 1920 w Limanowej, zm. 3 listopada 2020 w Krapkowicach) – polski prawnik, członek ruchu oporu podczas II wojny światowej, honorowy obywatel Wadowic.

## Życiorys
W połowie lat 30. XX wieku przeprowadził się wraz z rodziną do Wadowic. Tam uczęszczał do Państwowego Gimnazjum im. Marcina Wadowity, ucząc się w jednej klasie z Karolem Wojtyłą. Po zdaniu egzaminu maturalnego w 1938 roku rozpoczął studia prawnicze na Uniwersytecie Jagiellońskim w Krakowie, przerwane przez wybuch wojny. W latach 1939–1945 był członkiem ruchu oporu: najpierw wadowickiego Obwodu Narodowej Organizacji Wojskowej, a następnie w szeregach Armii Krajowej, działając w rejonie Borowej k. Mielca. Używał okupacyjnego pseudonimu „Lima”.
Po zakończeniu wojny osiadł w Opolu, gdzie przez wiele lat pracował jako radca prawny. Przez wszystkie lata powojenne utrzymywał – wraz z innymi kolegami z klasy – kontakt z Karolem Wojtyłą jako księdzem, biskupem oraz papieżem. Wielokrotnie w mediach wspominał osobę Jana Pawła II oraz przedwojenne Wadowice. Był również aktywnym działaczem Światowego Związku Żołnierzy Armii Krajowej.
W 2010 roku otrzymał tytuł Honorowego Obywatela Miasta Wadowice. Zmarł w krapkowickim Domu Pomocy Społecznej „Anna”.